# 38 Ceti
38 Ceti är en gulvit stjärna i huvudserien i stjärnbilden Valfisken.
38 Ceti har visuell magnitud +5,69 och är synlig för blotta ögat vid god seeing. Den befinner sig på ett avstånd av ungefär 140 ljusår.